# Джон Кортахарена
Джон Кортахарена Редруелло (ісп. Jon Kortajarena Redruello; нар. 19 травня 1985, Більбао, Іспанія) —  іспанський актор та модель. 

## Біографія
Народився 19 травня 1985 року в Більбао. Почав вчитися в Colegio Arenas Internacional в Лансароте. За його участю проходили рекламні кампанії для Just Cavalli, Calvin Klein, Versace, Jean Paul Gaultier, Giorgio Armani, Karl Lagerfeld, Zara, H&M та Guess. Він довгий час співпрацював з Томом Фордом, ставши музою американського дизайнера протягом дев'яти сезонів поспіль.
На вебсайті MODELS.com він досяг 6-го місця серед 50 найкращих чоловічих моделей, і в даний час займає 7-е місце у списку 25 найкращих чоловіків, випередивши свого співвітчизника Андреса Веленкозо (№29) .
У червні 2009 року Forbes поставив Джона Кортахарену на 8-му позицію серед 10-ти найуспішніших чоловічих моделей у світі.
15 грудня 2014 року прославлений син міста Більбао був нагороджений на урочистій церемонії в міській раді.

## Кар'єра моделі
Кортахарена спробував себе в індустрії моди у вересні 2003 року, коли друг попросив його відвідати шоу в Барселоні. Там він зустрів свого агента, який досі є його представником. Джон мав перший професійний досвід фотомоделі в Cibeles, і з цього моменту він почав будувати одну з найсильніших кар'єр у чоловічому світі моди. З Більбао, куди він переїхав після відвідування своїх занять у Лансароте, він почав подорожувати світом, поки не прибув до Нью-Йорка і вирішив на деякий час там залишитися.
Дебютував у 2004 році на осінній смузі Емпоріо Армані та Джона Гальяно в Мілані та Парижі. Того ж року він став обличчям кампанії Роберто Каваллі Just Cavalli. На подіумах він дефілював для великих дизайнерів: Джанфранко Ферре, Dolce & Gabbana, Сальваторе Феррагамо, Джорджо Армані, Джон Гальяно, Шанель, Жан Поль Готьє та Міссоні, до тих пір, поки він не став одним з найпрестижніших дизайнерів у світі.
Його першою телевізійною рекламою був напій без цукру, Fanta Z Mediterráneo, суперечлива реклама, яка швидко отримала скарги у Британії та була обмежена трансляцією після 21:00. Він також робив інші аудіовізуальні твори для Guess з Іриною Шейк, Девіда Юрмана з Кейт Мосс та HM з Жизель Бюндхен.
Саме Террі Річардсон сфотографував Кортахарену для Тома Форда, тим самим започаткувавши тісні професійні стосунки з великим дизайнером. Після дев'яти сезонів спільної роботи над незліченними проектами Джон Кортхарена став музою дизайнера Тома Форда.
Він був обличчям французької фірми Lacoste протягом сезону весна / літо 2011. Зображення кампанії були зроблені фотографами Mert & Marcus. Незабаром після того, як Джон підписує ювелірний контракт з Девідом Юрманом, де він знову працює з Кейт Мосс, і їх обох сфотографував Пітер Ліндберг. У 2012 році він з'являється у суперечливому кліпі Мадонни «Girl Gone Wild» та в знаковій кампанії Zara. У 2015 році він знову працював з Мадонною, цього разу над кліпом на «Bitch I'm Madonna». У 2016 році він з'являється у кліпі M.I.L.F. $ Фергі разом з Кім Кардашьян, Сіарою та Алессандрою Амброзіо.

## Кар'єра актора

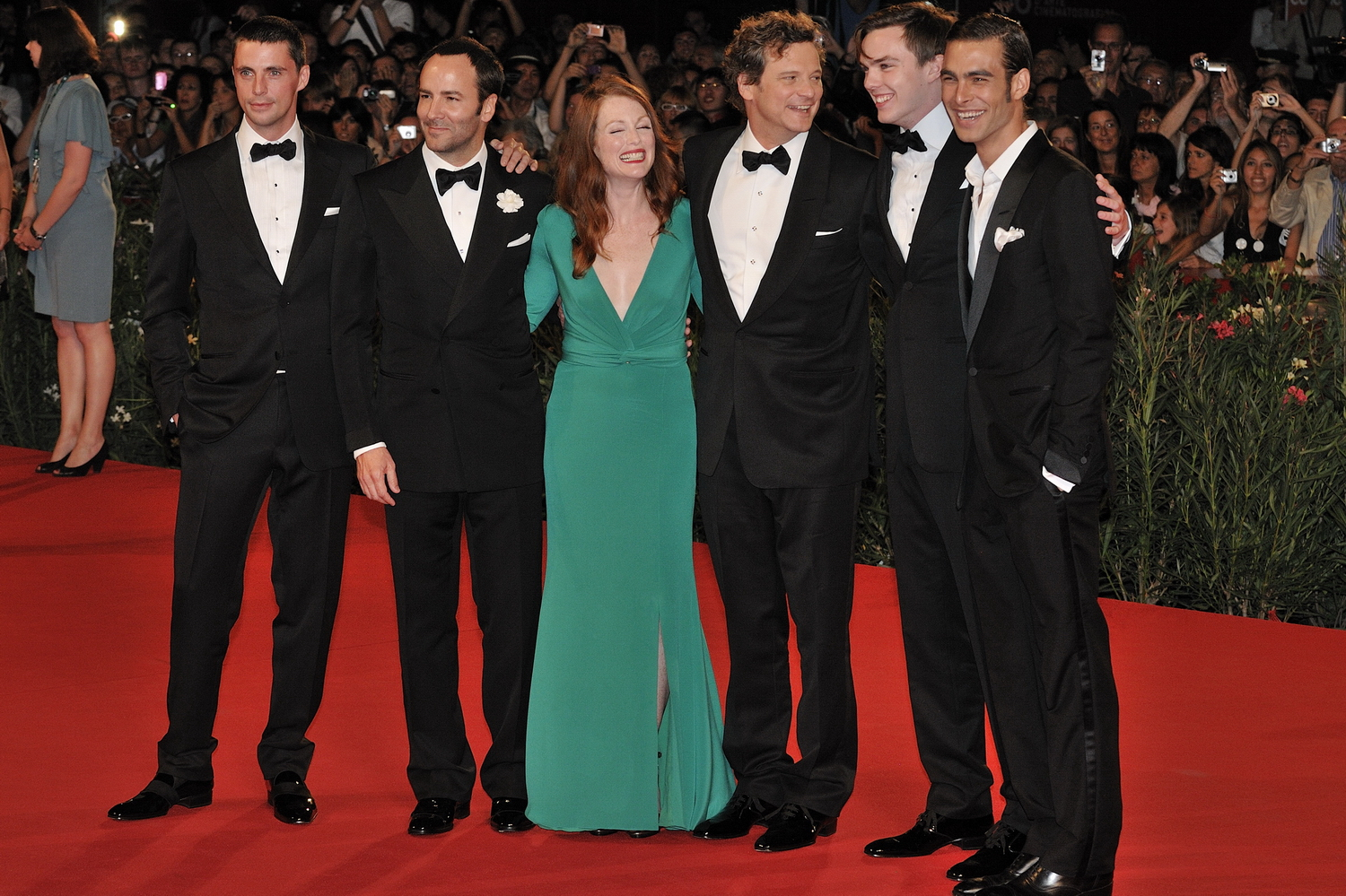
Джон Кортахарена на 66-му Венеціанському кінофестивалі, поруч з Метью Гуд, Том Форд, Джуліанн Мур, Колін Ферт та Ніколас Голт.

У 2009 році дебютував у фільмі Тома Форда «Самотній чоловік», де він грав з Коліном Фертом та Джуліанн Мур.
У 2016 році було оголошено про його участь у двох інших фільмах - першому англійському, «Andròn», та другому іспанському, «Акантіладо». Він також брав участь у кількох короткометражних фільмах.
Його дебют на маленькому екрані відбувся в 2017 році виробництва ABC в серіалі Квантико. На національному телебаченні відбулася прем'єра в 2018 році  в серіалі  «La verdad» (роль Маркоса Егія) мережі Telecinco.
У 2019-2020 рр. актор зіграв головного героя офіцера океанічного лайнера «Барбара де Браганца» Ніколаса Васкеса в іспаномовному телесеріалі виробництва Netflix та Bambú Producciones - «Відкрите море».

## Фільмографія

### Кінострічки
| Рік  | Назва                                                          | Роль           | Примітки               |
| ---- | -------------------------------------------------------------- | -------------- | ---------------------- |
| 2009 | Самотній чоловік                                               | Карлос         | Головна роль           |
| 2015 | Andròn: The black labyrinth                                    | Люк            | Другорядна роль        |
| 2015 | Ma ma                                                          | Людина         | Другорядна роль        |
| 2016 | Acantilado                                                     | Джуліан        | Головна роль           |
| 2017 | Шкіра                                                          | Guille         | Головна роль           |
| 2018 | The Aspern Papers                                              | Джеффрі Асперн | Другорядна роль        |
| 2019 | Lo nunca visto                                                 | Гуїрі          | Другорядна роль        |
| 2019 | El destello                                                    | Оскар          | Короткометражний фільм |
| 2020 | Festival de la Canción de Eurovisión: La historia de Fire Saga | Корін Владвіч  | Другорядна роль        |
| 2023 | Кам'яне серце                                                  | "Блондин"      | Другорядна роль        |

### Серіали
| Рік         | Назва             | Роль           | Примітки |
| ----------- | ----------------- | -------------- | -------- |
| 2017        | Квантико          | Фелікс Кордова | 5 серій  |
| 2018        | La verdad         | Маркос Eguía   | 16 серій |
| 2019 - 2020 | Відкрите море     | Ніколас Васкес | 22 серії |
| 2020        | Оповідки з кільця | Алекс          | 1 серія  |

### Кліпи
| Рік  | Пісня             | Артист     | Роль     |
| ---- | ----------------- | ---------- | -------- |
| 2012 | Girl Gone Wild    | Madonna    | Модель   |
| 2015 | Bitch I'm Madonna | Madonna    | Модель   |
| 2016 | M.I.L.F. $        | Фергі      | Молочник |
| 2016 | Wolves            | Каньє Вест | Модель   |

## Громадська діяльність
Кортахарена був обраний Альбертом Ґором на посаду посла в Іспанії та Латинській Америці в рамках інформаційної кампанії щодо проблеми глобального потепління. Проект є частиною фонду «Кліматичний проект», який очолює Альберт Ґор для боротьби з екологічними проблемами.
Крім того, Кортахарена у травні 2017 року їздив в якості посла клімату з Грінпіс туди, де ефект кліматичних змін є найбільш помітним. Його діяльність співпала з новим запитом ONG, який закликає Іспанію здійснити поворот у своєму енергетичному плануванні з метою дотримання Паризької угоди (2015) про клімат і, серед іншого, припинити субсидування викопних палив.